# ПИК-Фарма
Группа компаний ПИК-Фарма — российская фармацевтическая компания. В состав Компании входят подразделения по разработке, регистрации, производству, продвижению и реализации лекарственных препаратов. ПИК-Фарма основана в 1994 году. Главный офис находится в Москве.

## История
Компания была основана в 1994 году в Москве при поддержке НПО «Витамины» и участии его сотрудника профессора Вячеслава Михайловича Копелевича (1938—2010). Компания начала свою деятельность с выпуска одного из первых ноотропных препаратов в России Пантогам (гопантеновая кислота). Компания получила сначала временную, а впоследствии и постоянную лицензию на производство этого препарата. Выпуск Пантогама первоначально был налажен на базе Щёлковского витаминного завода. Позднее специалисты компании разработали, запатентовали и запустили в производство оригинальный лекарственный препарат — Пантогам Актив.
В сотрудничестве с Витаминным институтом, Институтом биохимии им. А. Н. Баха РАН, Государственной медицинской Академией имени И. М. Сеченова, НИИ общей патологии и патофизиологии РАМН, Институтом фармакологии и биохимии Национальной академии наук Беларуси, а также проводя собственные исследования, к началу 2000-х годов компания разработала и вывела на рынок такие препараты, как "Элькар раствор для приёма внутрь", "Нооклерин раствор для приёма внутрь", "Дибикор таблетки".
С 2009 до 2020 года в пригороде Санкт-Петербурга располагалось собственное производство готовых лекарственных средств.
В 2011 году Компания наладила собственное производство субстанций в Белгороде на предприятии ПИК-Фарма ХИМ.
В 2013 году в Москве ПИК-Фарма открыла собственную технологическую лабораторию ПИК-Фарма ТЕХ.
В 2015 году в промышленном парке "Северный" Белгородского района Белгородской области начал функционировать завод готовых лекарственных средств ПИК-Фарма ЛЕК. В ноябре 2016 года предприятие получило заключение Минпромторга РФ о соответствии требованиям GMP.
В сентябре 2018 года на заводе в Белгороде запущена линия полного цикла по производству препарата Магнерот (для восполнения и профилактики дефицита магния) разработки немецкой компании Woerwag Pharma.

## Деятельность
Главный офис компании и технологическая лаборатория ПИК-Фарма ТЕХ расположены в Москве, предприятие ПИК-Фарма ХИМ по производству субстанций - в Белгороде, предприятие ПИК-ФАРМА ЛЕК по производству готовых лекарственных средств - в Белгородской области, фармсклад - в Подмосковье. Служба медицинских представителей Компании присутствуют в 40 городах России и насчитывают около 150 человек. Выделены подразделения по разработке, регистрации, производству, продвижению и реализации лекарственных препаратов.
Предприятие выпускает такие формы лекарственных средств, как: таблетки, твёрдые желатиновых капсулы, а также растворы и сиропы. Проектная мощность предприятия — 500 млн таблеток, 100 млн капсул, 12 млн упаковок жидких форм в год.
Численность персонала — 433 человек (2021 год).

### Продукция
По состоянию на 2021 год в продуктовую линейку компании входят 20 товарных позиций.